# Kościół Wniebowzięcia Najświętszej Maryi Panny w Dominikowie
Kościół Wniebowzięcia Najświętszej Maryi Panny w Dominikowie – katolicki kościół filialny zlokalizowany we wsi Dominikowo w gminie Drawno, w powiecie choszczeńskim (województwo zachodniopomorskie). Należy do parafii Najświętszego Serca Pana Jezusa w Barnimiu.

## Historia i architektura
Murowany z kamienia kościół został zbudowany w XVI wieku. Jest orientowaną budowlą salową, rozplanowaną na rzucie prostokąta. Nawa nakryta jest dachem dwuspadowym, w korpusie umieszczono nieduże okna. Szczyt ściany wschodniej zdobiony jest zdwojonym blendowaniem. Na przełomie XVII i XVIII wieku do elewacji południowej dobudowana została ryglowa kruchta, natomiast do zachodniej dostawiono wieżę. Dolna partia wieży wzniesiona jest w konstrukcji ryglowej, górna jest drewniana. Wieżę nakrywa czterospadowy dach.
Wnętrze kościoła nakrywa drewniany strop. Prezbiterium zamyka prosta ściana. Znajdujący się w kościele barokowy ołtarz z 1610 roku, ufundowany przez ród Wedlów z Drawna, wykonano w warsztacie we Frankfurcie nad Menem. Ponadto zachowała się XVI-wieczna ambona i dwa lichtarze ołtarzowe z 1666 roku.
Po II wojnie światowej kościół został poświęcony jako świątynia katolicka w dniu 1 października 1945 roku przez ks. Karola Chmielewskiego.